# Łasin (gmina)
Łasin – gmina miejsko-wiejska w województwie kujawsko-pomorskim, w powiecie grudziądzkim. W latach 1975–1998 gmina położona była w województwie toruńskim.
Siedzibą gminy jest Łasin.
Według danych z 30 czerwca 2004 gminę zamieszkiwało 8351 osób.

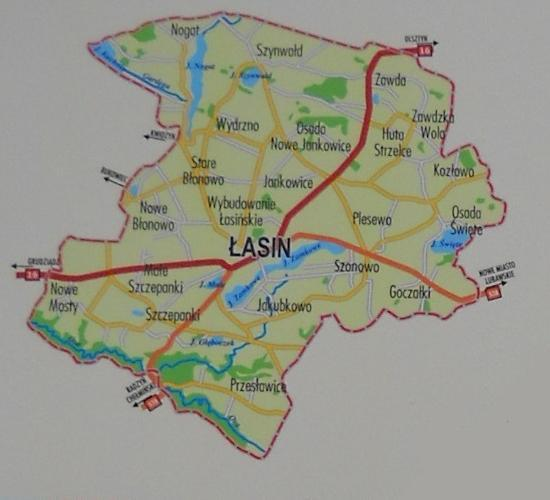
Mapa Gminy Łasin

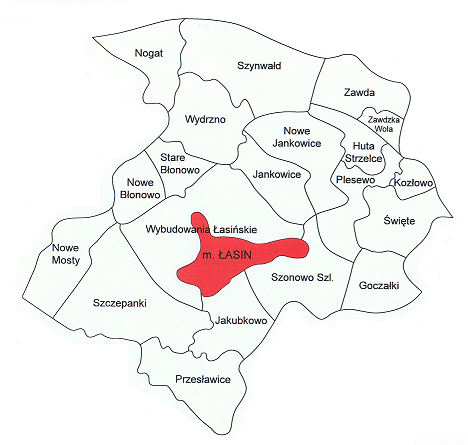
Podział administracyjny Gminy Łasin

## Struktura powierzchni
Według danych z roku 2005 gmina Łasin ma obszar 136,58 km², w tym:
- użytki rolne: 83%
- użytki leśne: 4%

Gmina stanowi 18,75% powierzchni powiatu.

## Ochrona przyrody
Na terenie gminy znajduje się część rezerwatu przyrody Dolina Osy chroniącego system przyrodniczy Doliny Osy.

## Demografia

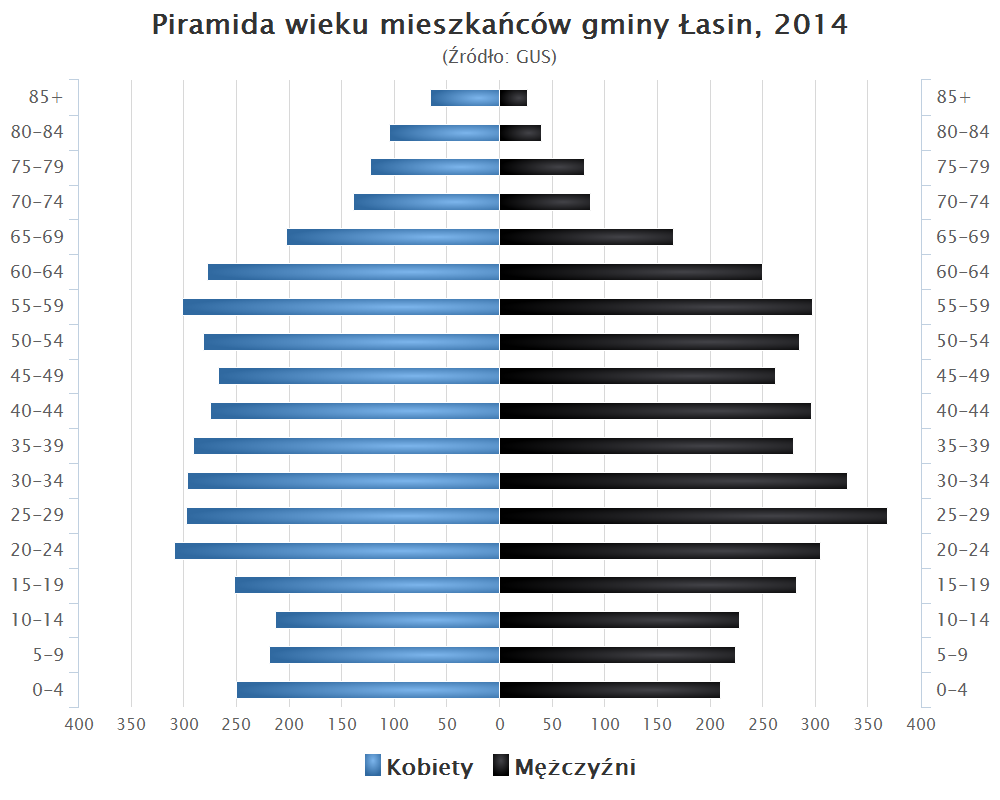
Piramida wieku mieszkańców gminy Łasin w 2014 roku

Dane z 30 czerwca 2004:
| Opis                              | Ogółem | Ogółem | Kobiety | Kobiety | Mężczyźni | Mężczyźni |
| --------------------------------- | ------ | ------ | ------- | ------- | --------- | --------- |
| jednostka                         | osób   | %      | osób    | %       | osób      | %         |
| populacja                         | 8351   | 100    | 4236    | 50,7    | 4115      | 49,3      |
| gęstość zaludnienia (mieszk./km²) | 61,1   | 61,1   | 31      | 31      | 30,1      | 30,1      |

## Zabytki
Wykaz zarejestrowanych zabytków nieruchomych na terenie gminy:
- zespół pałacowy z przełomu XIX/XX w. w Bogdankach, obejmujący: pałac; park; spichrz; obora; stodoła, nr A/326/1-5 z 25.03.1988 roku
- kościół pod wezwaniem św. Katarzyny Aleksandryjskiej z końca XIII w. w Łasinie, nr A/380 z 28.01.1930 roku
- cmentarz parafialny (katolicki) z początku XIX w. na ul. Kościelnej w Łasinie, nr A/237 z 10.04.1985 roku
- ratusz, obecnie Urząd Miasta z lat 1898-1900 przy ul. Radzyńskiej 2 w Łasinie, nr A/677 z 30.05.1996 roku
- spichrz z przełomu XIX/XX w. przy ul. Studziennej 1 w Łasinie, nr A/676 z 30.05.1996 roku
- zespół pałacowy z połowy XIX w. w Nogacie, obejmujący: pałac z 1800; park; pozostałości folwarku: kuźnia; obora; ekonomówka z ok. 1900-1910, nr 592 z 14.12.1989 roku
- zespół pałacowy w Nowych Jankowicach, obejmujący: pałac z drugiej połowy XIX w.; park z połowy XIX w.; wieżę ciśnień z przełomu XIX/XX w.; gołębnik szachulcowy z końca XIX w., nr 522 z 12.05.1987 roku
- park dworski z przełomu XIX/XX w. w Przesławicach, nr 526 z 24.04.1987 roku
- kościół parafii pod wezwaniem św. Wawrzyńca z XIV w. w Szczepankach, nr A/358 z 13.07.1936 roku
- kościół parafii pod wezwaniem Narodzenia Najświętszej Maryi Panny (św. Wawrzyńca) z pierwszej połowy XIV w. w Szynwałdzie, nr A/178/88 z 13.07.1936 roku
- drewniany kościół pod wezwaniem św. Barbary z 1723 roku w Świętem, nr 458/145 z 05.08.1961 roku
- zespół dworski z przełomu XVIII/XIX w. w Świętem, obejmujący: dwór (nr 595 z 28.03.1990); park z reliktami cmentarza (nr 527 z 24.04.1987)
- park pałacowy z połowy XIX w. w Wydrznie, nr A/56/1 z 15.07.1997 roku.

## Sołectwa
Goczałki, Huta-Strzelce, Jakubkowo, Jankowice, Kozłowo, Łasin-Wybudowanie, Nogat, Nowe Błonowo, Nowe Jankowice, Nowe Mosty, Plesewo, Przesławice, Stare Błonowo, Szczepanki, Szonowo, Szynwałd, Święte, Wydrzno, Zawda, Zawdzka Wola.

## Pozostałe miejscowości
Bogdanki, Gordanowo, Hermanowo, Ludwichowo, Małe Szczepanki, Szonowo Królewskie.

## Transport drogowy
Drogi przebiegające przez teren gminy
- S16 16 (Dolna Grupa – Grudziądz – Łasin – Iława – Olsztyn – Ełk – Augustów – Ogrodniki granica państwa  z Litwą )
- 538 (Fijewo – Gruta – Łasin – Nowe Miasto Lubawskie – Rozdroże)

## Gospodarka
Banki:
- Bank Spółdzielczy w Łasinie
- Bank Spółdzielczy w Brodnicy Oddział Grudziądz Oddział operacyjny Łasin

Zakłady produkcyjne:
- "BECZKOPOL" Sp. z o.o.
- "Casus" Sp. z o.o. Zakład Przetwórstwa Drzewnego
- "Sekura" Sp.j. Zakład Produkcyjno-Handlowy
- "Młyny Szczepanki" Sp. z o.o.

## Sąsiednie gminy
Biskupiec, Gardeja, Gruta, Kisielice, Rogóźno, Świecie nad Osą